# Bachappen
Bachappen ist ein Stadtteil der oberbayerischen Stadt Pfaffenhofen an der Ilm mit etwa 75 Einwohnern (2007).

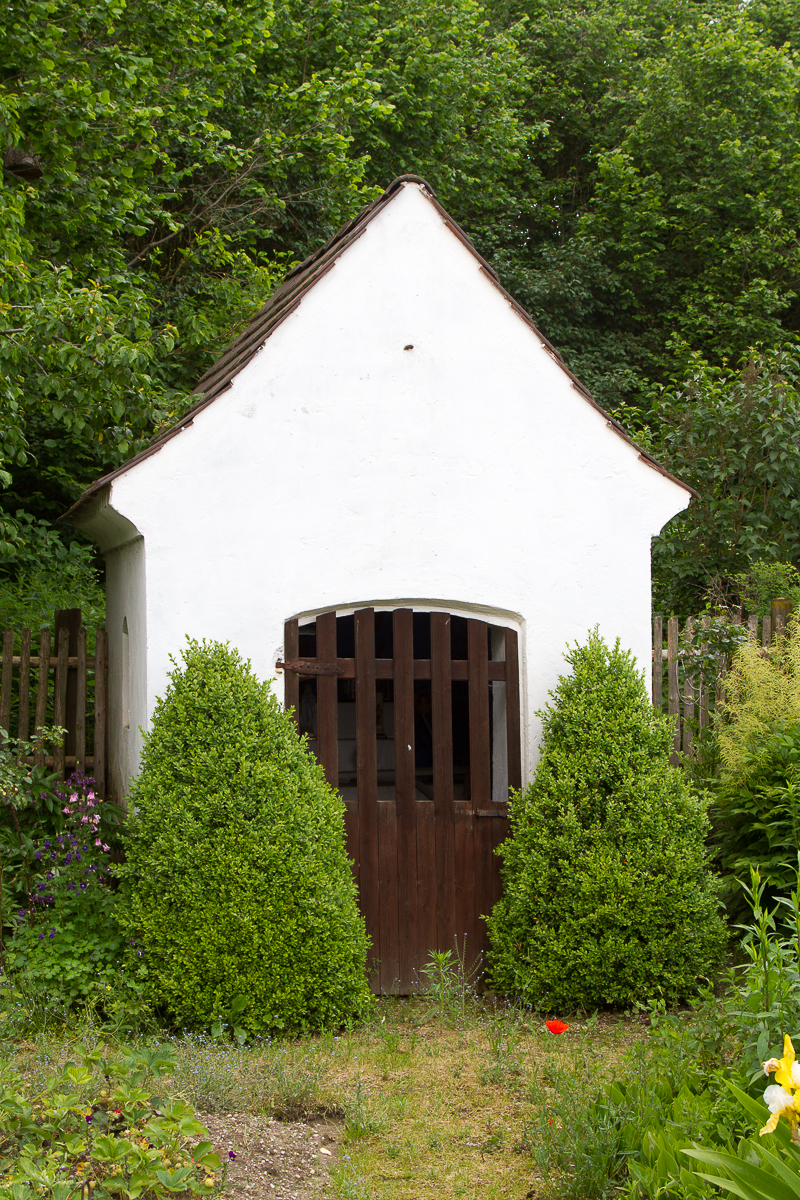
Kapelle in Bachappen

## Lage
Bachappen liegt etwa fünf Kilometer nördlich von Pfaffenhofen an der Ilm und 45 Kilometer nördlich von München an der B 13.

## Geschichte
Erstmals wurde das Dorf 1184 erwähnt, damals hieß es noch Pachaupt. Jedoch ist dieser Dorfname nicht als endgültige Bezeichnung erhalten geblieben. 1284 wurde es in Pachaupten umbenannt, im Jahre 1478 wurde es auf den Namen Pachhauppten geschrieben. Damals bedeutete dies so viel wie „des Baches Haupten“ oder „Haupt der oberste Teil des Baches“, also „Ursprung des Affalterbaches“. 
1190 übergab Agnes von Loon (→Grafschaft Loon), die Witwe von Herzog Otto I., in Gegenwart ihres Sohnes Ludwig ein Gut in Pachaupt dem Kloster Scheyern zum Heile ihres verstorbenen Mannes an Georg Curbar (1752 Kürber) und hauste 1721 als Erbrechtler auf dem zur Kirche Haimpertshofen gehörigen Hof. Im 19. Jahrhundert erscheinen drei Schreibweisen im Bayernatlas: in der Uraufnahme um 1820 Bachapen, in der Zeitreise anfangs Pachappen. Nach der Mitte des 19. Jahrhunderts (Ortschaften-Verzeichnis von 1875) wurde die heutige Schreibweise Bachappen üblich.
Bachappen war ein Gemeindeteil der Gemeinde Affalterbach und wurde mit dieser am 1. Juli 1972 in die Stadt Pfaffenhofen an der Ilm eingegliedert.

## Baudenkmäler
Einziges eingetragenes Baudenkmal in Bachappen ist die von 1844 bis 1846 erbaute Kapelle.

## Regelmäßige Veranstaltungen
- Juli/August: Dorffest